# 熊本県道198号田底鹿本線
熊本県道198号田底鹿本線（くまもとけんどう198ごう たそこかもとせん）は、熊本県熊本市北区から山鹿市に至る一般県道である。

## 概要
九州自動車道 植木IC方面と山鹿市鹿本方面とを結ぶ最短ルートである。

### 路線データ
- 起点：熊本県熊本市北区植木町宮原（植木町宮原交差点、国道3号交点）
- 終点：熊本県山鹿市鹿本町御宇田（鹿本町御宇田交差点、国道325号（国道443号重複区間）交点）

## 地理

### 通過する自治体
- 熊本市（北区）
- 山鹿市

### 交差する道路
| 交差する道路              | 市町村名 | 市町村名 | 交差する場所 | 交差する場所              |
| ------------------------- | -------- | -------- | ------------ | ------------------------- |
| 国道3号                   | 熊本市   | 北区     | 植木町宮原   | 植木町宮原交差点 / 起点   |
| 熊本県道301号方保田山鹿線 | 山鹿市   | 山鹿市   | 方保田       | 日置交差点                |
| 国道325号 国道443号 重複  | 山鹿市   | 山鹿市   | 鹿本町御宇田 | 鹿本町御宇田交差点 / 終点 |

- 熊本県道330号熊本山鹿自転車道線

### 沿線
- 菊池川
- 熊本県立鹿本農業高等学校
- 熊本県立鹿本商工高等学校